# João Toste Parreira
João Toste Parreira (Ilha Terceira, ?? — Ilha Terceira, ??) foi um político português.

## Biografia
Exerceu em 1830 o cargo de recebedor dos selos e novos direitos da comissão de fazenda em Angra do Heroísmo. Foi devotado liberal, e exerceu vários cargos electivos, entre eles o de presidente e vereador da Câmara Municipal de Angra do Heroísmo.